# 3842 Гарлансміт
3842 Гарлансміт (3842 Harlansmith) — астероїд головного поясу, відкритий 21 березня 1985 року.
Тіссеранів параметр щодо Юпітера — 3,543.